# Baštové sedlo
Baštové sedlo (polsky Basztowa Przełęcz, německy Basteischarte, maďarsky Bástyacsorba) je první sedlo v jihovýchodním rameni Hlinské věže, mezi ní a severním vrcholem Velké capí veže ve Vysokých Tatrách. Západní stěna Baštového sedla se svažuje do horní části Mlynické doliny, východní stěna do Sataní dolinky v Mengusovské dolině. Je to úzké a hluboké sedlo. Do Sataní dolinky z něj spadá strmý komín třetího stupně horolezecké obtížnosti. Nevelké desky zledovatělého sněhu zde přetrvávají až do pozdního léta.

## Prvovýstup
Tato horolezecká cesta lze co do stupně obtížnosti porovnat k výstupu na Žabí kôň. Günter Oskar Dyhrenfurth, který v roce 1907 přešel se společníkem z Capích věží přes Baštové sedlo na Hlinskou vež, nazval sedlo modelovým příkladem tatranské štěrbiny.
- V létě: Ernest Dubke, Hans Wirth, Johann Franz 9. července 1905, Zygmunt Klemensiewicz a Jerzy Maślanka 23. srpna 1905
- V zimě: Sándor Mervay, Imre Teschler, Lajos Teschler 1. května 1912

## Turistika
Výstup je možný jen s horským vůdcem.